# Póry

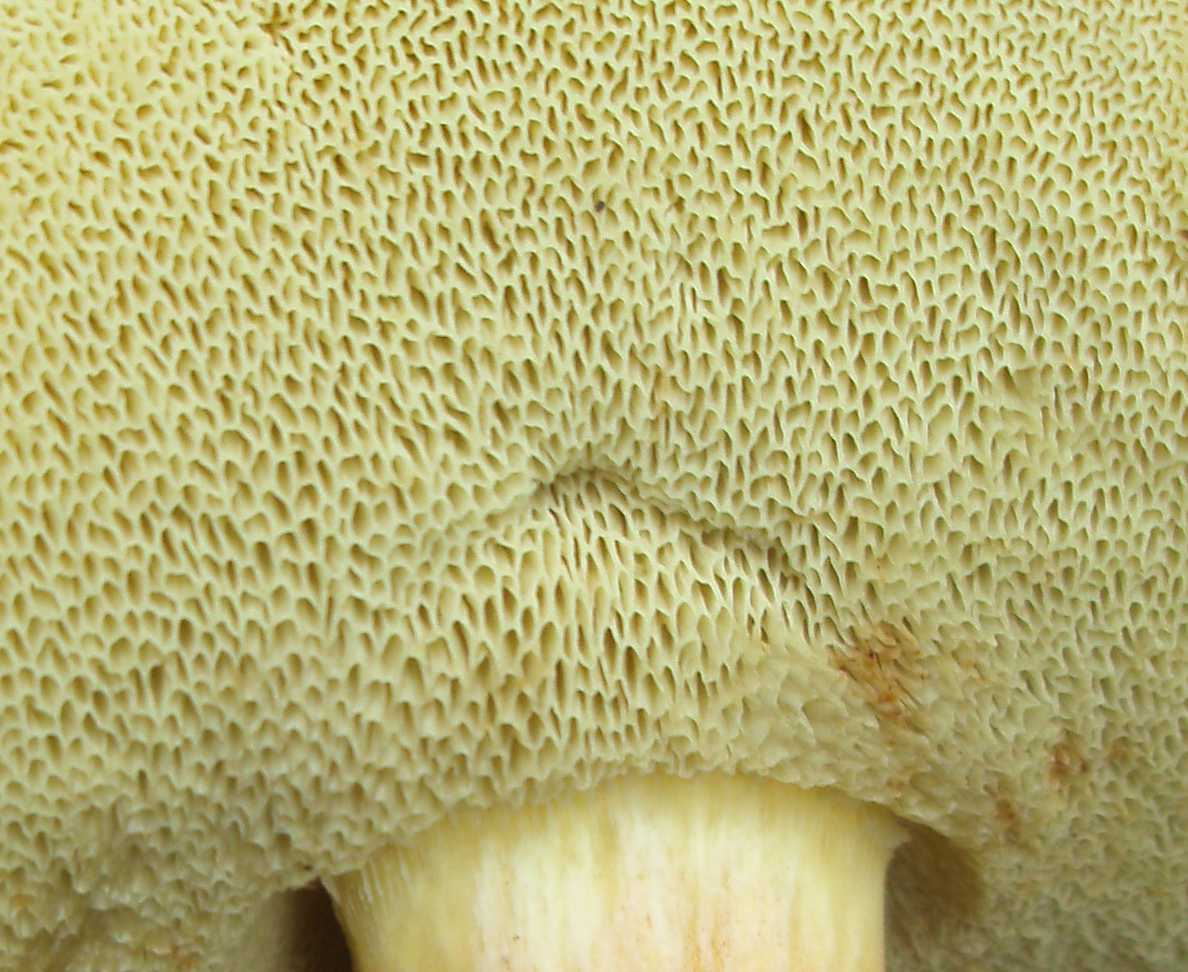
Póry suchohřibu hnědého

Póry jsou útvary na spodní straně klobouku plodnice tzv. nelupenatých stopkovýtrusých hub. 
Každý z pórů je ústím kanálkovité struktury, jejíž stěny jsou tvořeny vlastní výtrusorodou vrstvou (rouško, hymenium), ze které do prostoru kanálku ční několik typů buněk. Nejdůležitějšími z nich jsou tzv. basidie, diploidní buňky, ve kterých vznikají po čtveřicích haploidní výtrusy (basidiospory). Zralé výtrusy jsou ve výsledku situované vně basidie, a dočasně jsou s ní spojeny stopkou (sterigma). Kromě basidií se ve výtrusorodé vrstvě nachází ještě několik typů podpůrných buněk, tzv. cystid.